# Линдси, Дэвид
Дэвид Линдси (англ. David Lindsay; 20 июня 1856, Гулва, Южная Австралия — 17 декабря 1922, г. Дарвин) — австралийский путешественник-исследователь, геолог, геодезист, картограф, топограф, член Лондонского Королевского географического общества.

## Биография
Сын морского офицера. С 15-летнего возраста работал в Аделаиде.
В 1873 году получил образование землемера и стал сотрудником геодезического департамента Австралии. В 1875 году — старший инспектор, а в 1878 году — главный инспектор. В том же году оставил Государственный департамент и стал геодезистом в самом северном городе Австралии — Дарвин. В 1882 году открыл частную геодезическую компанию.
В 1883 году был назначен руководителем финансируемой государством экспедиции из шести человек для исследования северных территорий страны. В 1884 году впервые пересёк Австралию на верблюдах. В ходе путешествия его отряд подвергся нападению местных аборигенов и едва избежал смерти.
В последующие годы Д. Линдси возглавил новую экспедицию, которая исследовала территорию к востоку от трансконтинентальной телеграфной линии до границы Квинсленда, и обнаружил месторождения слюды.
С 1885 по 1886 год возглавлял новую экспедицию, целью которой были исследования в районе хребта Мак-Доннелл и течения реки Финке, где он обнаружил месторождения рубинов.
С 1891 по 1892 год руководил новой экспедицией в Западную Австралию для изучения Большой пустыни Виктория. В ходе исследований, пройдя более 6400 км, нанёс на карту более 206 000 км² пустыни, чем внёс большой вклад в исследование Западной Австралии, открыв несколько крупных месторождений полезных ископаемых.
В 1895 году основал несколько компаний, которые оказывали финансовую помощь нескольким экспедициям в Западной Австралии.
Незадолго до начала Первой мировой войны находился в Лондоне для сбора средств для исследований на северных территориях Австралии, но этому помешала начавшаяся война.
После окончания войны и до конца своей жизни Д. Линдси продолжал топографическую съёмку и картографирование северных территорий Австралии.
За свои заслуги был избран членом Королевского географического общества в Лондоне.
Умер от сердечного приступа в Дарвине.